# Podniví
Podniví (ve starších zdrojích nesprávně uvedeno jako Malinec) je zaniklá vesnice v okrese Plzeň-jih.
První písemná zmínka je datována do roku 1409, kdy ves Podniví zakoupil dominikánský klášter v Plzni od Duca z Vařin a Viléma ze Žďáru. V té doby vesnici spravoval jistý Oldřich z Nezvěstic. K zániku pravděpodobně došlo během husitských válek a v dokumentu z roku 1545 je již udávána jako pustá a patřící hradišťskému panství. V roce 1717 měli pozemky patřící k této zaniklé vesnici v užívání obyvatelé okolních vsí - Nechanic, Struhař a Louňavé.
Podle pomístního názvu Podniví je lokalizována vesnice jižně od Struhař, na pomezí katastrálních území Hradišťská Lhotka a Struhaře. Tento název je odvozen od stejnojmenného termínu, který označuje pruh pozemku u pole nechávaný jako palouk.
První archeologické průzkumy proběhly v roce 1894, kdy byly nalezené předměty mylně připisovány zaniklé vesnici Malinec, která je však podle dalších výzkumů lokalizována zhruba 20 kilometrů jinde.